# 白脊玉米卷管螺
白脊玉米卷管螺（学名：Inquisitor intertincta），是新腹足目卷管螺科玉米卷管螺属的一种。主要分布于台湾，常栖息在泥沙质海底。